# Madeleine Yi Yong-hui
Pour les articles homonymes, voir Sainte Madeleine et Yi.
Madeleine Yi Yong-hui ou Madeleine Yi Yŏng-hŭi est une laïque chrétienne coréenne, martyre et sainte, née en 1808 et morte le 20 juillet 1839.
Elle est béatifiée le 5 juillet 1925 par Pie XI, puis canonisée par Jean-Paul II le 6 mai 1984 à Séoul. Elle est fêtée est le 20 juillet et le 20 septembre.

## Biographie
Madeleine Yi Yong-hui naît en 1809 à Pongcheon, près de Séoul en Corée. Elle est issue d'une famille pauvre mais noble. Sa mère et plusieurs autres membres de sa famille sont catholiques, mais son père ne l'est pas et déteste les catholiques, ils doivent donc pratiquer secrètement leur religion.
Son père veut la marier à un non chrétien, mais elle veut vivre vierge, refuse de suivre le dessein de son père, et elle décide de s'enfuir. Un jour, elle dit à la jeune servante catholique qui travaille chez elle : « J'apprends que Séoul est à 12 kilomètres d'ici. Mon père ira demain à Séoul. Suivez-le, s'il vous plaît, et je vous suivrai ». La nuit suivante, elle enfile de vieux vêtements et part dans la forêt en emportant ses vêtements habituels. Là, elle se blesse volontairement, découpe ses vêtements en lambeaux, les disperse et les arrose de son sang, et fait aussi couler son sang sur le sol. De bonne heure le lendemain matin, son père part comme prévu pour Séoul. La servante et Madeleine le suivent. Elle va chez sa tante catholique, Thérèse Yi, et elle lui raconte sa mise en scène.
Pendant ce temps, toute sa famille s'aperçoit qu'elle a disparu, et la recherche en vain. Sa mère est très triste. Finalement un des oncles de Madeleine trouve dans la forêt les traces de sang sur le chemin et les vêtements de Madeleine déchirés et souillés de sang. Il se précipite à Séoul et informe le père de Madeleine, qui est avec sa sœur Thérèse Yi, que sa fille a été tuée par un tigre. Le père de Madeleine s'évanouit à la nouvelle. La seule qui connaît toute l'histoire est Thérèse Yi. Le père de Madeleine engage des chasseurs pour attraper le tigre dans la forêt. Trois mois après, la mère de Madeleine finit par découvrir l'histoire et se montre moins triste. Son époux s'en rend compte et lui demande de lui raconter, ajoutant qu'il ne s'opposera plus au souhait de sa fille. Alors la mère de Madeleine raconte toute l'histoire à son mari, qui se précipite à Séoul et est très heureux de trouver Madeleine en sécurité et en bonne santé chez Thérèse Yi. Il dit à sa fille qu'il n'insiste pas pour son mariage et il l'autorise à rester à Séoul.
Madeleine et trois autres femmes, dont Lucie Kim Nusia et Marthe Kim, se livrent aux autorités. Elle est décapitée avec sept autres catholiques à l'extérieur de Séoul le 20 juillet 1839, à la Petite Porte de l'Ouest. Elle avait 31 ans.

## Canonisation
Le décret reconnaissant le martyre de Madeleine Yi Yong-hui et la déclarant vénérable est signé le 9 mai 1925 par le pape Pie XI, qui la béatifie le 5 juillet suivant.
Elle est canonisée (proclamée sainte) le 6 mai 1984 par le pape Jean-Paul II, en même temps que 102 autres martyrs de Corée.
Sainte Madeleine Yi Yong-hui est fêtée le 20 juillet à titre personnel (jour de sa « naissance au ciel »), et le 20 septembre avec les autres martyrs de Corée.